# Bắc Sơn, Ân Thi
Bắc Sơn là một xã thuộc huyện Ân Thi, tỉnh Hưng Yên, Việt Nam.

## Địa lý
Xã Bắc Sơn có vị trí địa lý:
- Phía đông giáp xã Phù Ủng
- Phía tây giáp xã Đào Dương
- Phía nam giáp xã Quang Vinh và xã Bãi Sậy
- Phía bắc giáp thị xã Mỹ Hào.

Xã Bắc Sơn có diện tích 812,28 km², dân số năm 2019 là 11.383 người, mật độ dân số đạt 1.005 người/km².

## Hành chính
Xã Bắc Sơn được chia thành 6 thôn: An Đỗ, An Khải, Bên Sông, Cao Trai, Chu Xá, Phần Hà.

## Giao thông
Xã Bắc Sơn có tỉnh lộ 199 chạy qua.